# Éva Gauthier
 (janvier 2020).
Pour les articles homonymes, voir Gauthier.
Éva Gauthier, née le 20 septembre 1885 à Ottawa et morte le 26 décembre 1958 à New York, est une cantatrice canadienne mezzo-soprano et professeur de chant.
Éva Gauthier, au long de sa carrière, chanta et popularisa des œuvres musicales de compositeurs contemporains célèbres tels qu'Erik Satie, Maurice Ravel et Igor Stravinsky. Elle interpréta le rôle principal dans le mélodrame Perséphone, de Stravinsky.

## Biographie

### Jeunesse et formation
Joséphine Éva Pheobe Gauthier naquit  le 20 septembre 1885  à Ottawa au sein d'une famille franco-ontarienne. Elle est la sœur aînée de la mezzo-soprano Juliette Gauthier. Enfant, elle suivit des cours de musique, d'harmonie, de chant et de piano. Dès l'âge de 13 ans, elle suit des cours de chant avec le professeur Frank Buels.
La coutume de l'époque voulait que les musiciens nord-américains se rendissent en Europe pour parfaire leur formation, s'ils désiraient faire une carrière professionnelle respectable. En juillet 1902, à l'âge de dix-sept ans, Éva Gauthier partit donc pour l'Europe, voyage financé par sa tante, Zoé Lafontaine, et son oncle, le Premier ministre Wilfrid Laurier. En France, Éva Gauthier suivit les leçons de chant d'Auguste Jean Dubulle du Conservatoire de Paris. Des nodules furent détectés sur ses cordes vocales, qui furent enlevés chirurgicalement. Peu après et durant plus de deux ans, elle s'exerça à réadapter ses capacités vocales avec Jacques Bouhy.

### Carrière

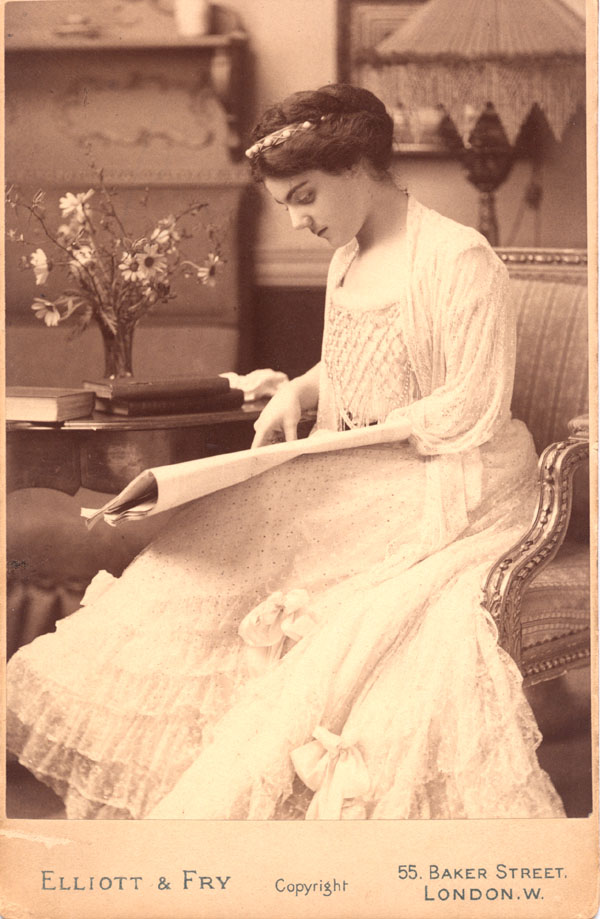
Éva Gauthier en 1905.

Eva Gauthier fait ses débuts parisiens en 1905. Elle fut sollicitée par sa compatriote et chanteuse, la canadienne Emma Albani, à l'accompagner dans une tournée d'adieu au Canada l'année suivante. Emma Albani joua un rôle de mentor pour Éva Gauthier lors d'une tournée de trente semaines à travers le Canada.
En 1909, elle revient en Europe et chante son premier opéra à Pavie en Italie où elle interprète le rôle de Micaëla dans le Carmen de Bizet. Elle décroche un second rôle d'opéra dans l'interprétation de Mallika dans le Lakmé de Léo Delibes joué par l'orchestre londonien du Royal Opera House. L'opéra a ouvert ses portes en juin 1910 mais la cantatrice italienne Luisa Tetrazzini, la prima donna soprano italienne, craint que la voix de Gauthier n'éclipse la sienne. La direction demande à Gauthier de se retirer de la programmation tout en lui promettant que d'autres rôles lui seront offerts. Le directeur de l'entreprise accède aux demandes de Tetrazzini, en informant Éva Gauthier à la soirée d'ouverture qu'elle ne ferait pas la représentation[réf. nécessaire]. Éva Gauthier réagit mal, et quitte l'opéra et l'Italie[réf. nécessaire].

Elle décida de quitter également l'Europe et se rendit à Java où elle rencontra un homme d'affaires néerlandais, Frans Knoote, avec lequel elle se maria le 22 mai 1911. Après son mariage, Éva Gauthier voyagea beaucoup et donna des spectacles en Chine, au Japon, à Singapour, en Malaisie, en Australie et en Nouvelle-Zélande. Elle divorça plus tard de Knoote puisque la vie maritale ne s'agençait pas avec sa carrière musicale. 

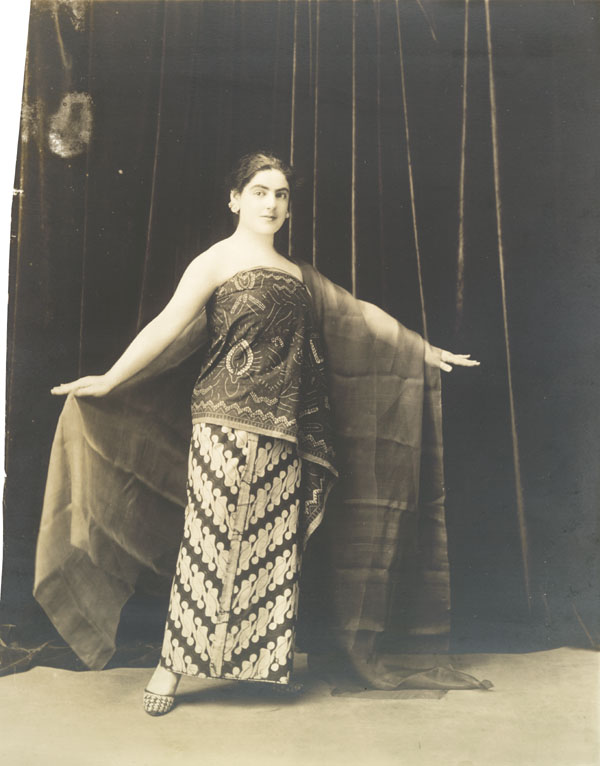
Éva Gauthier costumée en Javanaise.

À Java, elle s'intéressa particulièrement à la musique javanaise qu'elle ajouta à son répertoire. On rapporte qu'elle aurait été la première femme occidentale à étudier le gamelan. Elle demeura à Java pendant quatre ans, mais avec le déclenchement de la Première Guerre mondiale, elle décida de revenir en Amérique du Nord, et débarqua à New York à l'automne 1914. En 1917, elle se donna en concert au Æolian Hall à New York. Lors de ce concert, elle interpréta Trois chansons de Maurice Ravel et de Five Poems of Ancient China and Japan de Charles Griffes et Trois  poésies de  la  lyrique  japonaise d’Igor Stravinsky. Par la suite, Gauthier créa plusieurs des œuvres vocales de Stravinsky en concert. En 1919, elle participa au Festival de musique de chambre du Berkshire fondé par Elizabeth Coolidge.

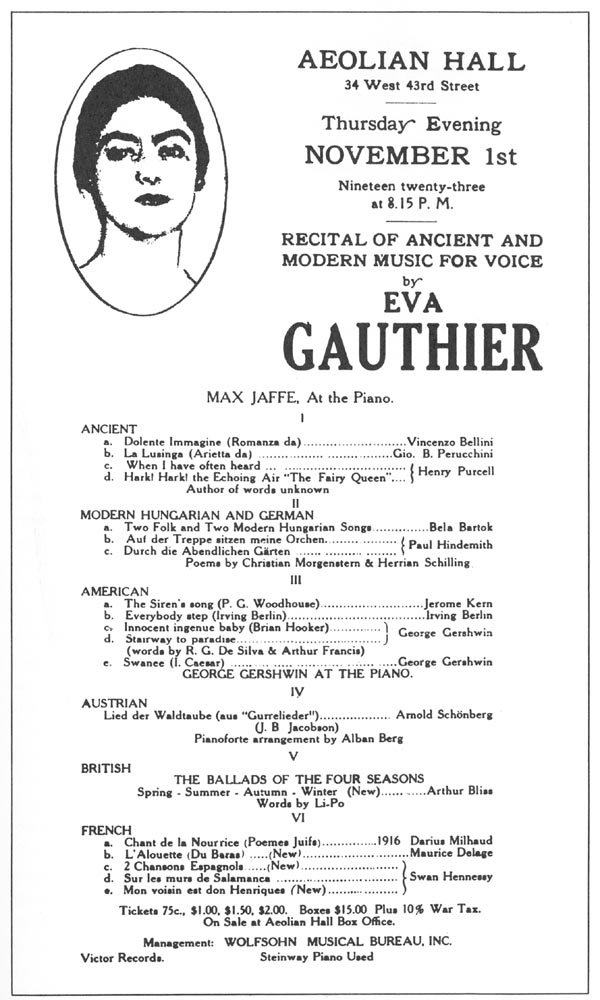
Affiche de spectacle d'Éva Gauthier, 1923

En 1920, Éva Gauthier se rendit à Paris à la demande de la Ligue de musique d'Amérique, pour préparer et organiser la tournée en Amérique du Nord pour interpréter des œuvres de Maurice Ravel. Elle se lia d'amitié avec lui et s'ensuivit une correspondance professionnelle, non seulement avec lui, mais aussi avec Erik Satie et le groupe de musiciens dénommé Les Six. Durant les étés de 1922 et 1923, elle se rendit à Berlin afin de parfaire sa technique vocale auprès de Anna Schoen-René.

En 1923, elle donna au Aeolian Hall de New York un « récital de musique ancienne et moderne pour la voix » qui devint la première représentation historique chantée d'une œuvre du compositeur George Gershwin dans le cadre d'un récital de musique classique,. Les critiques ont commenté l'événement comme étant l'entrée du "jazz raffiné" dans les salles de concert. 

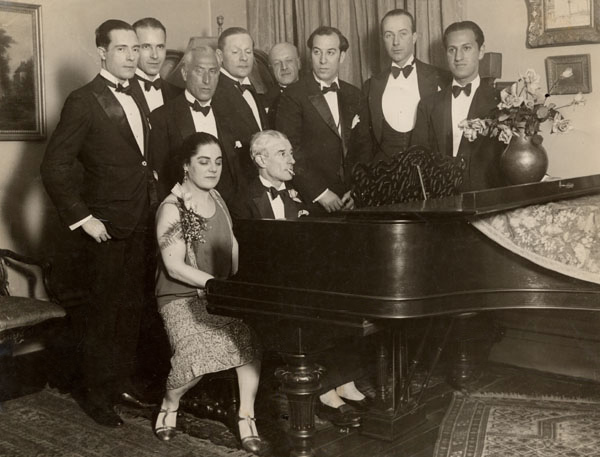
Maurice Ravel au piano, accompagné par Éva Gauthier le 7 mars 1928, lors de sa tournée américaine avec George Gershwin debout, le plus à droite.

Les années suivantes, elle enchaîna avec d'autres œuvres majeures modernes et néo-classiques de musiciens contemporains tels que Vincenzo Bellini, Henry Purcell, Arnold Schoenberg, Darius Milhaud, Béla Bartók, Paul Hindemith, Irving Berlin et Jérôme Kern. Par ailleurs, l'audace d'Eva Gauthier dans le choix de son répertoire lui a permis de bâtir rapidement sa notoriété. En revanche, certains criques ne l'appréciaient pas 
Le 7 mars 1928, Maurice Ravel fêta son anniversaire chez elle, en présence notamment de George Gershwin. La même année, Elle se rendit en Europe pour effectuer une dernière tournée.
Au début des années 1930, la maladie l'affaiblit. En 1931, elle donna néanmoins une représentation à La Havane à Cuba, mais dut réduire ses représentations en concerts publics.
Éva Gauthier mit fin à sa longue association avec Igor Stravinsky en interprétant, en première, le rôle-titre vocal de son mélodrame Perséphone, en mars 1935, puis en reprise en 1936 et 1937.

### Fin de vie
En 1937, elle met un terme à sa carrière musicale. Elle est membre fondateur de la Guilde américaine des artistes musicaux et siège au conseil d'administration. Elle continue néanmoins à donner des cours de chant. Elle assiste aux récitals de ses élèves et d'autres chanteurs et participe à des campagnes de financement. Elle publie des articles sur ses expériences, dont celle du festival de musique contemporaine de Venise.
Éva Gauthier meurt le 26 décembre 1958 à New York, ville où elle habitait.

## Galerie

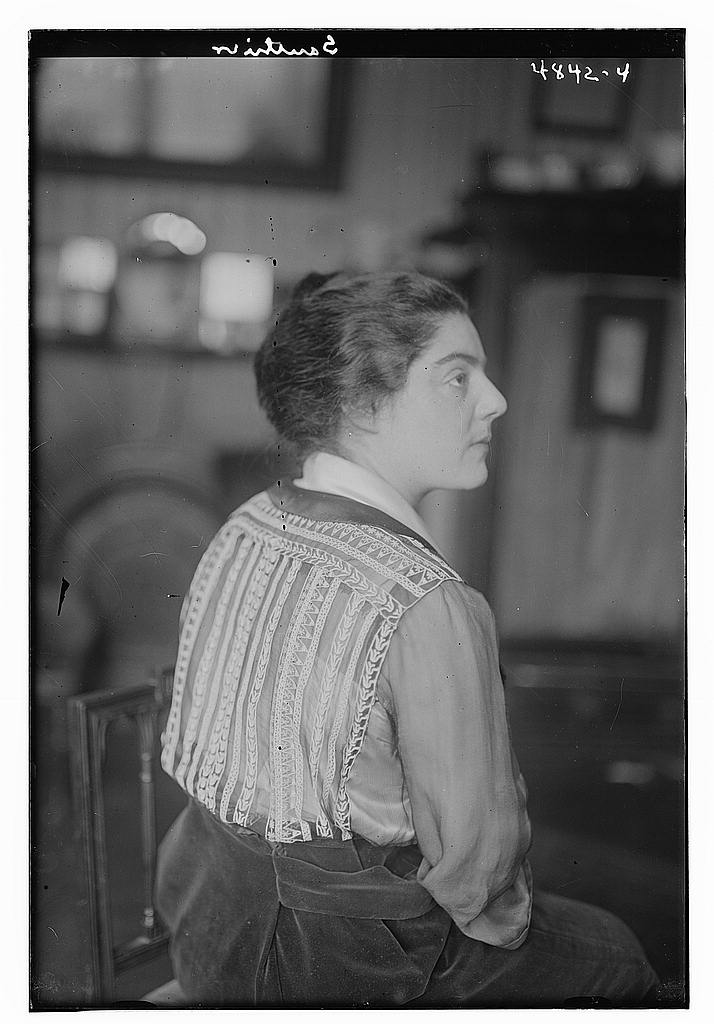
En 1919
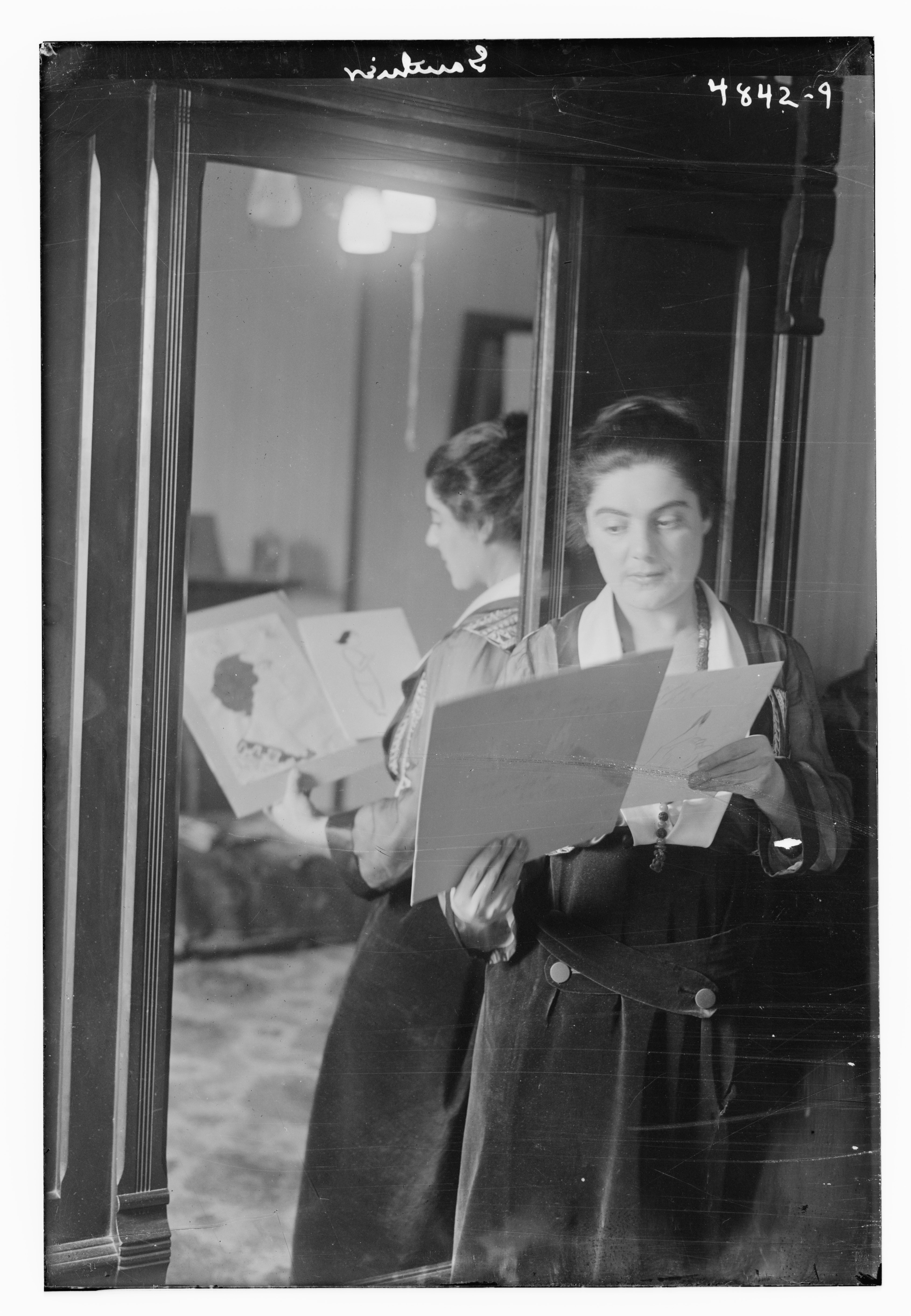
Admirant ses portraits, 1915
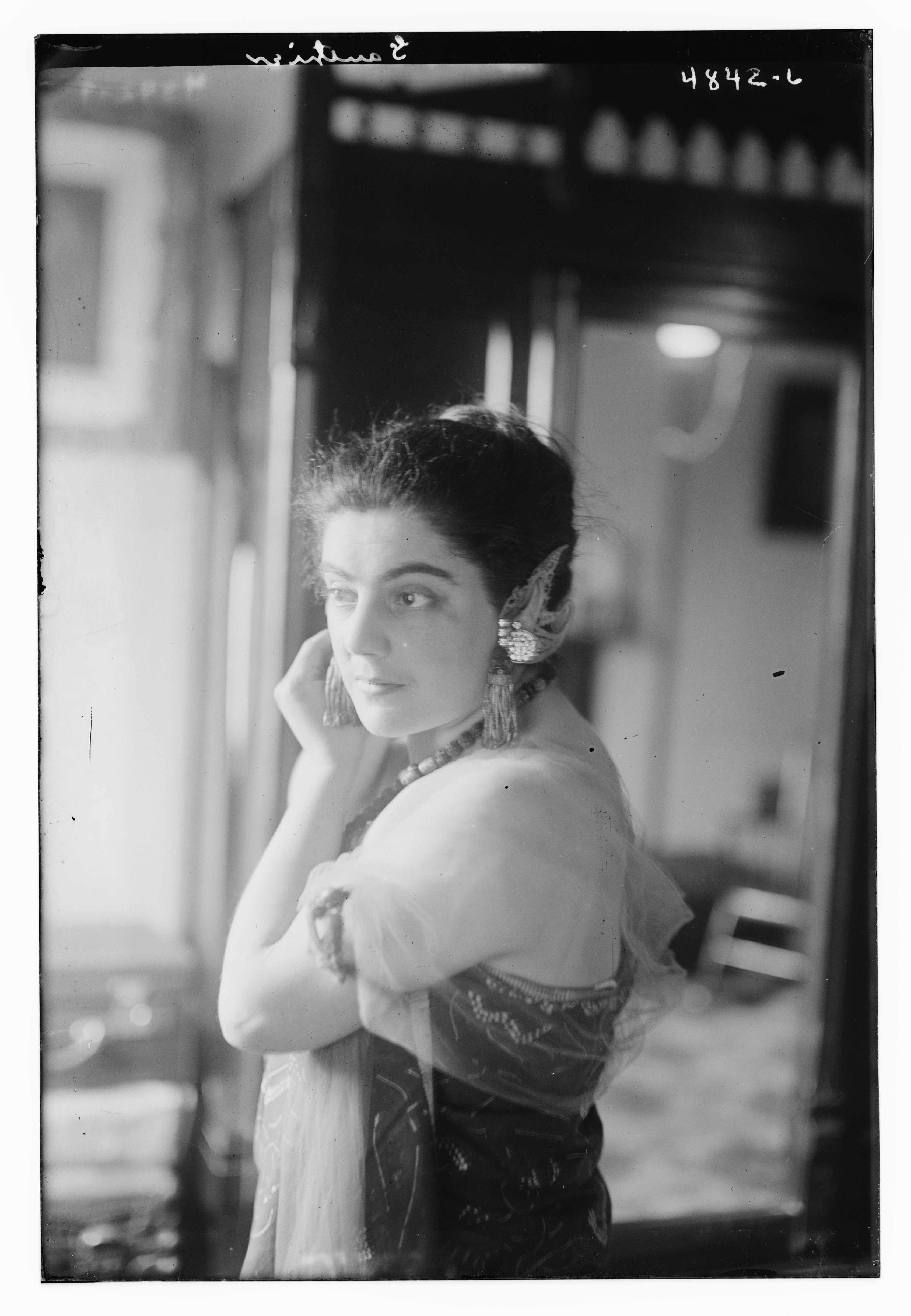
Se préparant, 1915
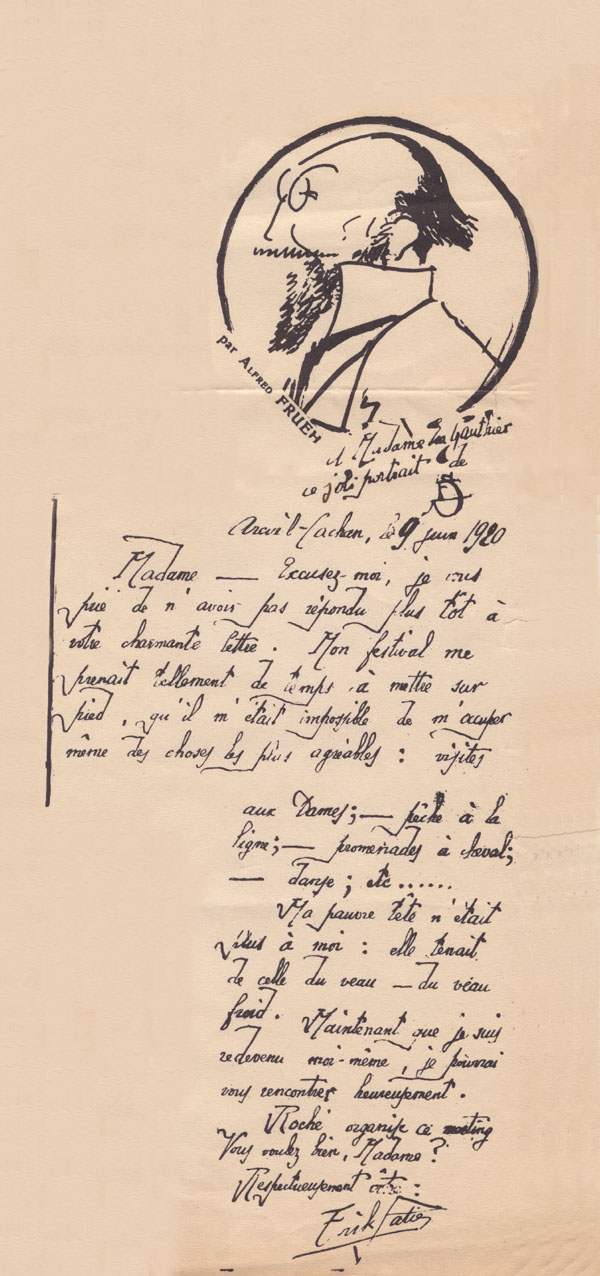
Lettre d'Erik Satie à Eva Gauthier, 1920
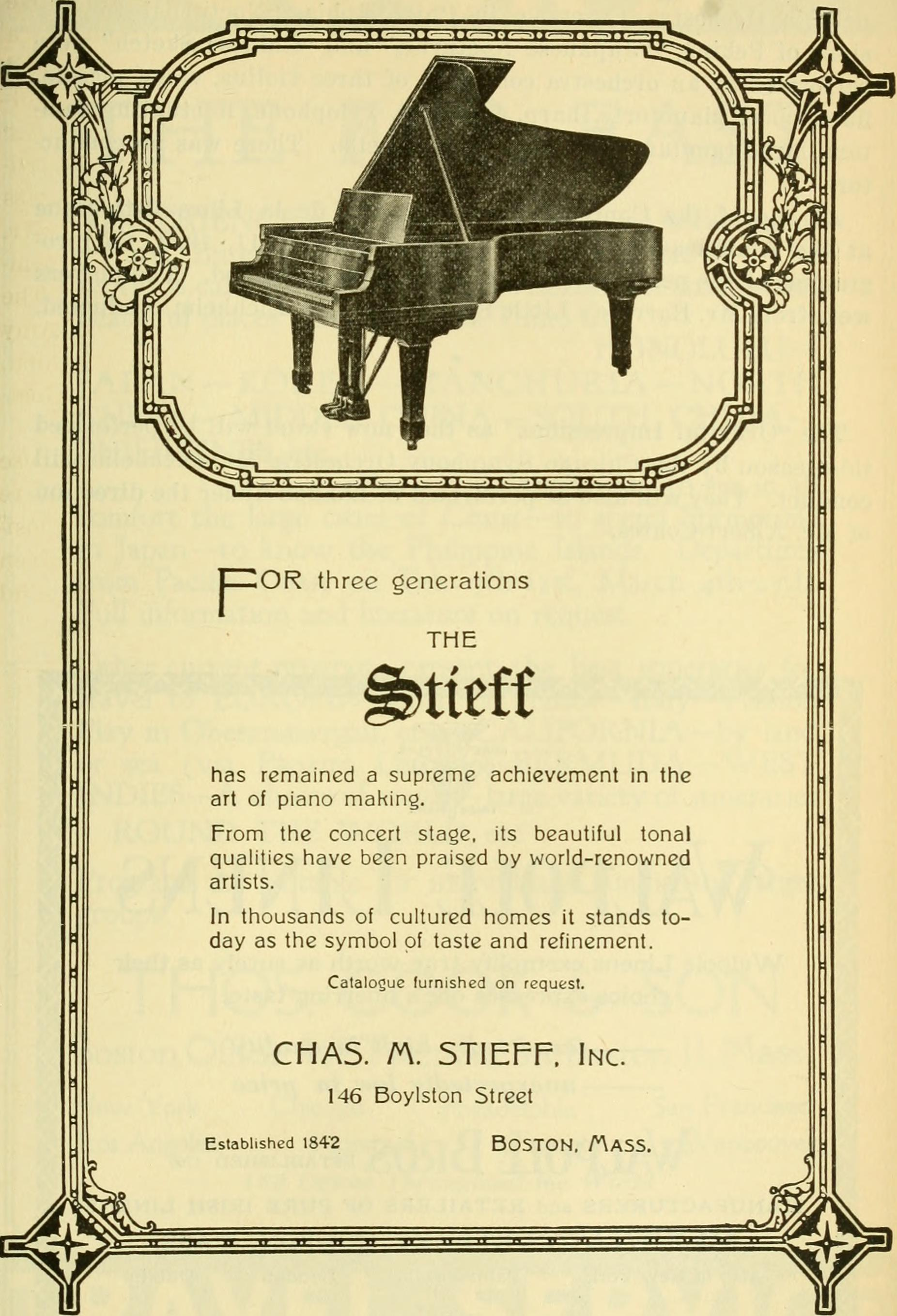
Programme, 1921
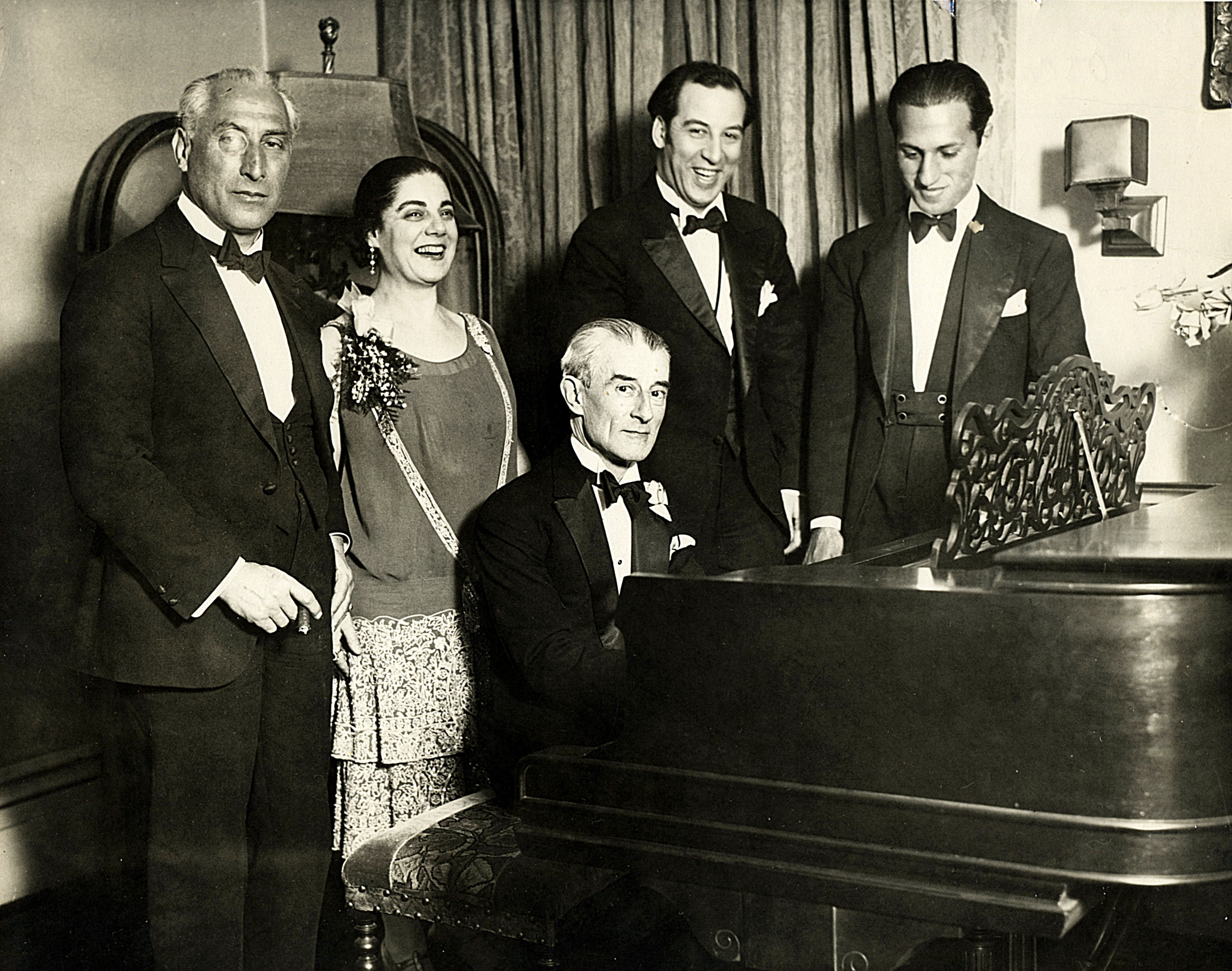
A l'anniversaire de Maurice Ravel, avec Oscar Fried, Eva Gauthier, Ravel au piano, Manoah Leide-Tedesco (en) et Gershwin, mars 1928
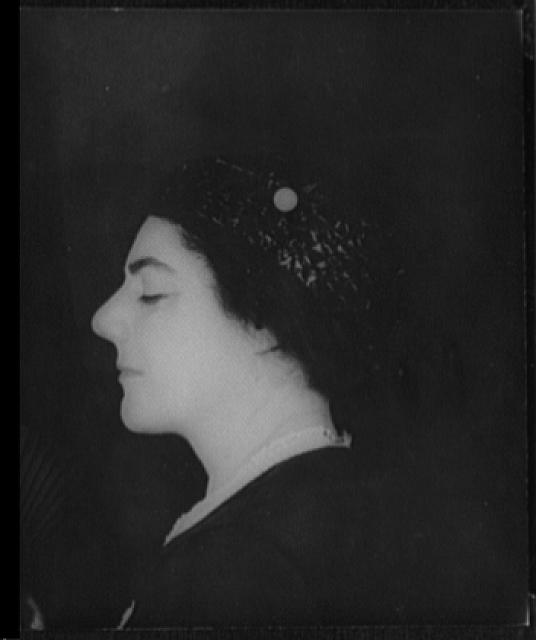
Profil, 1932
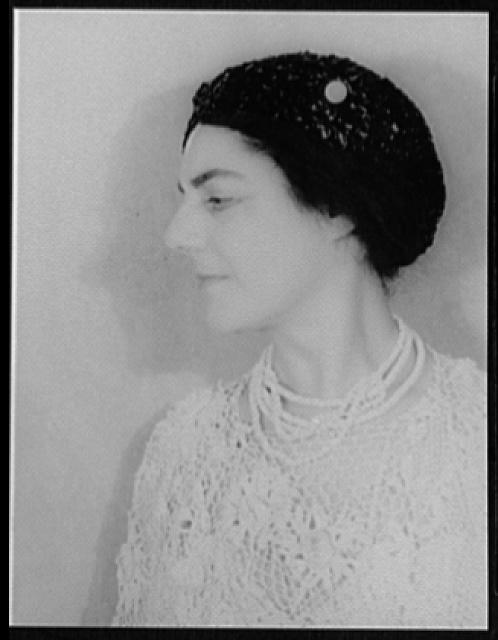
Profil, 1932